# Інгурська ГЕС
Інгурська ГЕС (груз. Ენგურის ჰიდროელექტროსადგური, абх. Егрьıтәи аӡфьıмцастанциа) — гідроелектростанція на північному заході Грузії. Розташована перед ГЕС Варднілі І, становить верхній ступінь дериваційного каскаду на основі ресурсу річки Інгурі, вище за течією знаходиться недобудована ГЕС Худоні.

## Характеристика
В межах проєкту річка Інгурі перекрита бетонною арковою греблею заввишки 272 метри, довжиною 605 м та товщиною від 10 (по гребеню) до 90 (по основі) м, яка потребувала 3,8 млн м3 матеріалу (крім того, здійснена екскавацію 3,4 млн м3 ґрунту). Вона утримує водосховище з об'ємом 1110 млн м3, в тому числі 676 млн м3 корисний об'єм.
Зі сховища ресурс потрапляє до дериваційного тунелю завдовжки 15 км з діаметром 9,5 метра, який прокладений під водорозділом з річкою Ерісцкалі. Остання первісно була лівою притокою Окумі (впадає у Чорне море північніше від устя Інгурі), проте наразі каналізована та самостійно виведена у море. Тунель здатен транспортувати до 450 м3/сек, а його будівництво потребувало вибірки 1,7 млн м3 породи та використання 490 тис м3 бетону. На шляху існують два акведуки для переходу над долинами Олорі та верхньої Ерісцкалі довжиною 210 та 91 м відповідно.
Споруджений у підземному виконанні на глибині 100 метрів машинний зал станції має розміри 127х22 м при висоті 51 м. При його створенні вибрано 685 тис. м3 породи та використано 277 тис м3 бетону.
Основне обладнання ГЕС становлять п’ять турбін типу «Френсіс» потужністю 260 МВт кожні, які при напорі у 325 м передбачені забезпечувати виробництво 4430 млн кВт-год електроенергії на рік.
Відпрацьована вода по відвідному тунелю завдовжки 3,2 км з перетином 10,8х13,2 м транспортується на Ерісцкалі Гальського водосховища, яке живить ГЕС Варднілі І. Прокладання цього тунелю потребувало виймання 551 тис. м3 породи та 139 тис. м3 бетону.
Після введення в експлуатацію жоден з гідроагрегатів не був здатний забезпечити проєктної потужності, генеруючи від 210 до 230 МВт. Агрегат № 3 до того ж повністю вийшов з ладу у 1993 році. Як наслідок, починаючи з 2006 року впродовж декількох років провадилась масштабна програма реконструкції та модернізації обладнання, яка б дозволила вивести його фактичні показники на проєктний рівень. Так само був відремонтовани й гідроагрегат № 3.
Станом на 2018 рік вироблена електроенергія станції поділяється навпіл Грузією та наразі відокремленим від неї регіоном Абхазія, яка перебуває під російською окупацією.